# Andreas Wisniewski

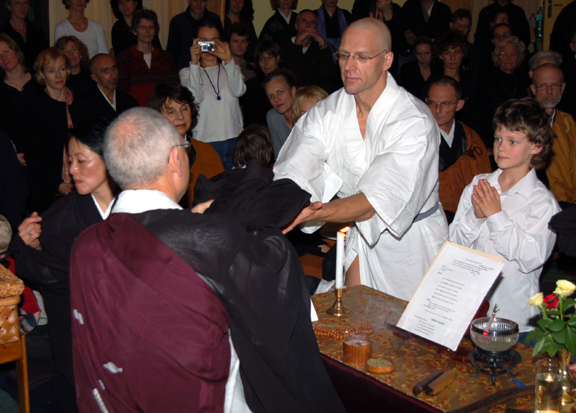
Andreas Wisniewski (Mitte)

Andreas Wisniewski (* 3. Juli 1959 in Berlin) ist ein deutscher Schauspieler, der zunächst vor allem in den USA tätig war.

## Leben
Nach seiner Ausbildung in West-Berlin, London, Kopenhagen und Paris arbeitete der 1,92 m große Wisniewski zunächst als Balletttänzer in West-Berlin und in München, bevor er sich der Schauspielerei zuwandte. Bereits im Musikvideo zu Nikita (1985) von Elton John hatte er eine kleine Rolle als Grenzoffizier. Sein Filmdebüt gab er 1986 in dem britischen Horrorthriller Gothic von Ken Russell. Seine bekannteste Rolle übernahm Wisniewski im Jahr 1987 im James-Bond-Film Der Hauch des Todes, in dem er den Killer Necros darstellte. Eine ähnlich gelagerte Rolle übernahm er ein Jahr später in John McTiernans Actionklassiker Stirb langsam, in dem er einen der Komplizen des Kriminellen Hans Gruber (Alan Rickman) verkörperte.
Im Jahr 2001 führte Wisniewski die Regie bei dem Kurzfilm Willows.
Danach arbeitete Wisniewski verstärkt in Deutschland und wirkte unter anderem in Episodenrollen in den Fernsehserien Ein starkes Team, Die Wache, Balko, SOKO 5113 oder in Alarm für Cobra 11 mit. Im Jahr 2008 war Wisniewski als unheimlicher Kidnapper in der britischen Produktion Hush zu sehen. 2011 war er in Mission: Impossible – Phantom Protokoll in einer kleineren Nebenrolle zu sehen. Er wirkte bislang in mehr als 40 Film-und-Fernsehproduktionen mit.

## Filmografie (Auswahl)
- 1986: Gothic
- 1987: James Bond 007 – Der Hauch des Todes (The Living Daylights)
- 1988: Stirb langsam (Die Hard)
- 1989: Superboy (Fernsehserie, 1 Folge)
- 1992: Ausgerechnet Alaska (Northern Exposure, Fernsehserie, 1 Folge)
- 1992: L.A. Machine (Mann & Machine, Fernsehserie, 1 Folge)
- 1993: Killer Force (The Hit List)
- 1994: Undercover! – Ermittler zwischen den Fronten (Between the Lines, Fernsehserie, 2 Folgen)
- 1995: Death Machine
- 1996: Ein starkes Team (Fernsehserie, 1 Folge)
- 1996: Mission: Impossible
- 1996: Mein Mann Picasso (Surviving Picasso)
- 1996: Gegen den Wind (Fernsehserie, 1 Folge)
- 1997: Supply & Demand (Fernsehfilm)
- 1997: Der Fahnder (Fernsehserie, 1 Folge)
- 1998: Die Wache (Fernsehserie, 1 Folge)
- 1998: Kidnapping Mom & Dad (Fernsehfilm)
- 1998: Balko (Fernsehserie, 1 Folge)
- 1998: The Tribe
- 1998: Urban Ghost Story
- 1998: Alarm für Cobra 11 – Die Autobahnpolizei (Fernsehserie, 1 Folge)
- 1998: Helden und andere Feiglinge
- 1999: The Waiting Time (Fernsehfilm)
- 1999, 2002: Küstenwache (Fernsehserie, 2 Folgen)
- 2000: Im Namen des Gesetzes (Fernsehserie, 1 Folge)
- 2000: Bube, Dame, König, grAS – Die Serie (Lock, Stock…, Fernsehserie, 1 Folge)
- 2000: Die Motorrad-Cops – Hart am Limit (Fernsehserie, 1 Folge)
- 2001: Willows (Kurzfilm, Regie)
- 2002: Unser Charly (Fernsehserie, 1 Folge)
- 2002: Ultimate Force (Fernsehserie, 1 Folge)
- 2003: SOKO München (Fernsehserie, 1 Folge)
- 2008: The Bill  (Fernsehserie, 2 Folgen)
- 2008: Hush
- 2008: Scorpion King: Aufstieg eines Kriegers (Scorpion King 2: Rise of a Warrior)
- 2010: Centurion
- 2011: Urban Explorer
- 2011: Mission: Impossible – Phantom Protokoll (Mission: Impossible – Ghost Protocol)
- 2013: Bela Kiss: Prologue (Sprechrolle)
- 2017: Instrument of War